# Ingrid Backlin
Ingrid Backlin, ursprungligen Michaëlsson, född 16 maj 1920 i Hedvig Eleonora församling i Stockholm, död 24 februari 2013  i Engelbrekts församling i Stockholm, var en svensk skådespelare.

## Biografi
Backlin var dotter till lasarettsläkaren och politikern Erik Michaëlsson (1890–1974) och Tyra Backlin (1894–1976).
Efter att 1938 ha gått ut flickskola i Linköping följde studier vid Engelbrekts husmodersskola 1939, Bar-Lock-institutet i Stockholm 1940 och Gösta Terserus teaterskola i samma stad 1940–1942. Hon turnerade bland annat med Riksteatern 1946–1947 och 1948 samt med Douglas Håge i Party 1959.
Ingrid Backlin filmdebuterade 1940 i Ivar Johanssons Snurriga familjen, och kom att inneha ett 30-tal olika roller inom TV och film.
Hon var mellan 1944 och 1947 gift med löjtnant Karl-Sigfrid von Segebaden (1920–1949) och 1948–1960 med skådespelaren Stig Järrel (1910–1998). I första äktenskapet fick hon 1945 sonen Peter von Segebaden. I andra äktenskapet fick hon sonen Stefan 1948 (senare känd som TV-mannen och politikern Henrik S. Järrel) samt dottern Helen Järrel 1957 (senare Åberg). Hon antog efter sin andra skilsmässa sin mors flicknamn Backlin.
Ingrid Backlin dog 2013. Hon är begravd på Norra begravningsplatsen utanför Stockholm.

## Filmografi i urval
- 1940 – Snurriga familjen
- 1941 – Snapphanar
- 1942 – En äventyrare
- 1942 – Lågor i dunklet
- 1942 – En trallande jänta
- 1942 – Kvinnan tar befälet
- 1942 – Fallet Ingegerd Bremssen
- 1943 – Livet på landet
- 1944 – Stopp! Tänk på något annat
- 1945 – I som här inträden
- 1945 – Änkeman Jarl
- 1946 – Eviga länkar (senare kallad De glada åren)
- 1946 – Stiliga Augusta
- 1946 – 100 dragspel och en flicka
- 1946 – Rötägg
- 1947 – Sjätte budet
- 1947 – Onda ögon
- 1949 – Flickan från tredje raden
- 1949 – Lattjo med Boccaccio
- 1950 – Mot gemensamt mål (kortfilm)
- 1951 – Poker
- 1951 – Spöke på semester
- 1951 – Dårskapens hus
- 1952 – För min heta ungdoms skull
- 1952 – Kalle Karlsson från Jularbo
- 1952 – När syrenerna blomma
- 1955 – Ur en dagbok (kortfilm)
- 1956 – Nattbarn
- 1959 – Fridolfs farliga ålder
- 1962 – Siska - En kvinnobild
- 1965 – Nattmara
- 1971 – Vill så gärna tro
- 1974 – Det sista äventyret
- 1982 – Gräsänklingar
- 1983 – Spanarna

## Teater

### Roller
| År   | Roll             | Produktion                                     | Regi               | Teater              |
| ---- | ---------------- | ---------------------------------------------- | ------------------ | ------------------- |
| 1941 | Hermia           | En midsommarnattsdröm William Shakespeare      | Ingmar Bergman     | Sagoteatern         |
| 1946 | Regine Engstrand | Gengångare Henrik Ibsen                        | Harry Roeck-Hansen | Blancheteatern      |
| 1959 | Modern           | Party Jane Arden                               | Yngve Nordwall     | Riksteatern         |
| 1967 |                  | Sten Stensson Steen från Eslöv Carro Bergkvist | Leif Amble-Naess   | Fredriksdalsteatern |